# Syngnathus exilis
Syngnathus exilis és una espècie de peix de la família dels singnàtids i de l'ordre dels singnatiformes present al Pacífic oriental: des de Half Moon Bay (Califòrnia central, Estats Units) fins a la Baixa Califòrnia i l'illa Guadalupe (Mèxic).
És un peix marí de clima subtropical.
Els mascles poden assolir 25 cm de longitud total.
És ovovivípar i el mascle transporta els ous en una bossa ventral, a sota de la cua.